# Dichochrysa selenia
Dichochrysa selenia är en insektsart som först beskrevs av Navás 1912.  Dichochrysa selenia ingår i släktet Dichochrysa och familjen guldögonsländor. Inga underarter finns listade i Catalogue of Life.